# Mälarhöjdens kyrka
Mälarhöjdens kyrka är en kyrkobyggnad som tillhör Hägerstens församling i Stockholms stift. Kyrkan ligger i stadsdelen Mälarhöjden i Stockholm, ovanför Mälarhöjdens tunnelbanestation. Kyrkan överlämnades 1984 av Mälarhöjdens kyrkostiftelse till Hägerstens församling. Mälarhöjdens kyrka är skyddad enligt 4 kapitlet lagen om kulturminnen.

## Kyrkobyggnaden
Initiativet till kyrkobyggnaden togs under 1920-talet av invånare i den då nya stadsdelen, vilken vid västra ändhållplatsen till spårvagnslinjen Hornstull-Mälarhöjden. År 1923 gjordes ett upprop och en syförening bildades för att samla in medel. I juni 1928 hade 54 000 kronor insamlats och grundstenen lades. 
Kyrkan, ursprungligen benämnd Mälarhöjdens kapell, uppfördes efter ritningar av Hakon Ahlberg och invigdes 1929. Från början var det en enkel rektangulär byggnad med enbart ett långskepp i en blandning av 20-talsklassicism och funktionalism. Åren 1966–67 byggdes koret ut, också det ritat av Hakon Ahlberg. Åren 1989–90 gjordes en tillbyggnad med församlingslokaler. I tillbyggnaden finns bland annat en glasmålning av Einar Forseth. Kyrkorummet har nord-sydlig orientering med kor i söder. Vid kyrkans sydöstra sida finns ett vidbyggt klocktorn. Mälarhöjdens kyrka byggdes till med församlingslokaler 1990, ritade av Åkerblads arkitektkontor, Nils-Gunnar Nilsson.
Väggarna i kyrkorummet är uppmurade av odekorerat rött tegel och golvet är av kalkstensplattor. Innertaket är plant och klätt med blåmålad trä samt utsmyckat med målningen Tron, hoppet och kärleken av Alf Munthe från 1929. Korfönstret från 1967 är komponerat av Maria Hillfon. Utanför kyrkan finns Livsträdet, en brunn i granit av Håkan Bonds från 1992.

## Bildgalleri

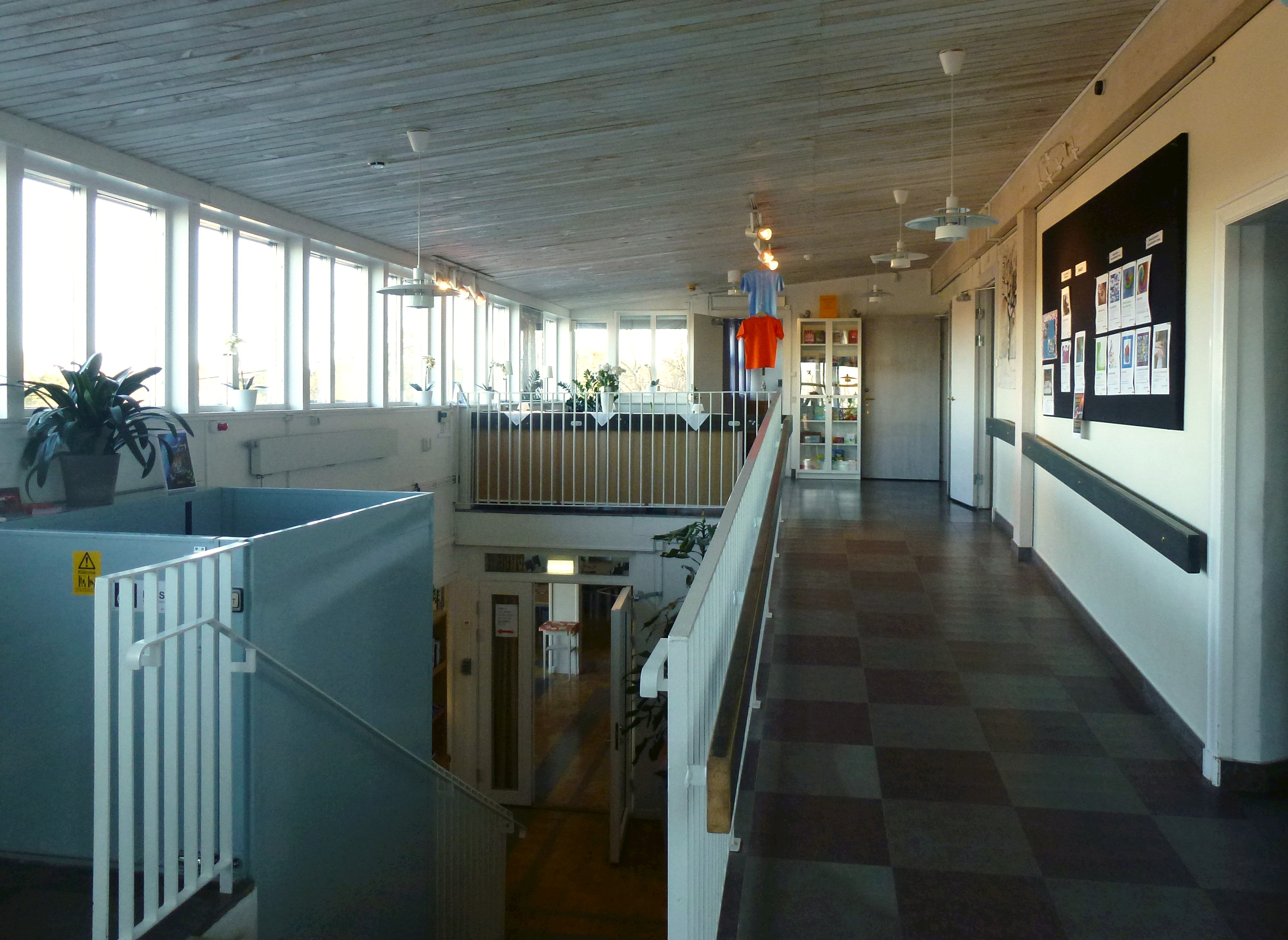
Entréhall, församlingshemmet
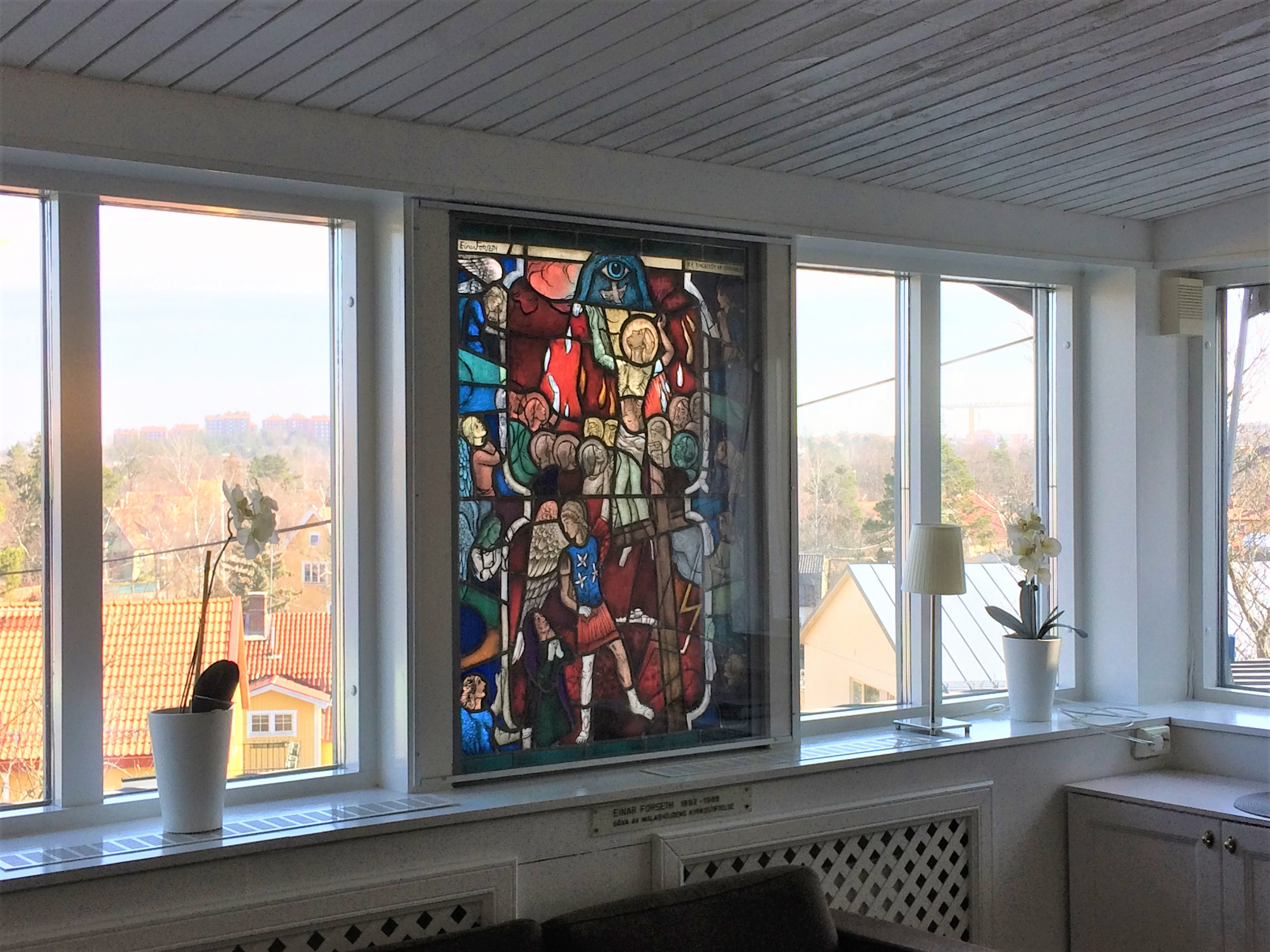
Glasmålning av Einar Forseth
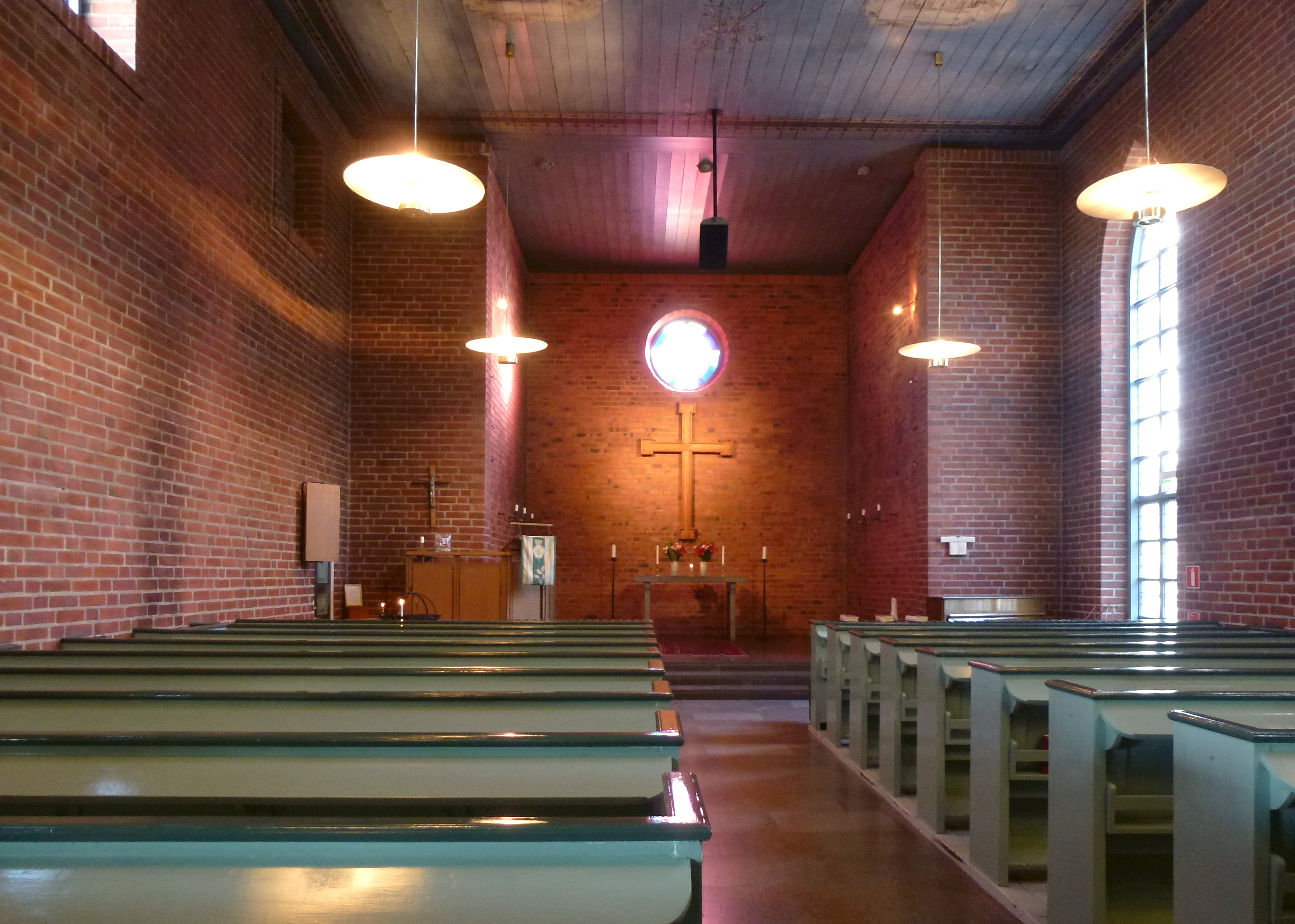
Altargången
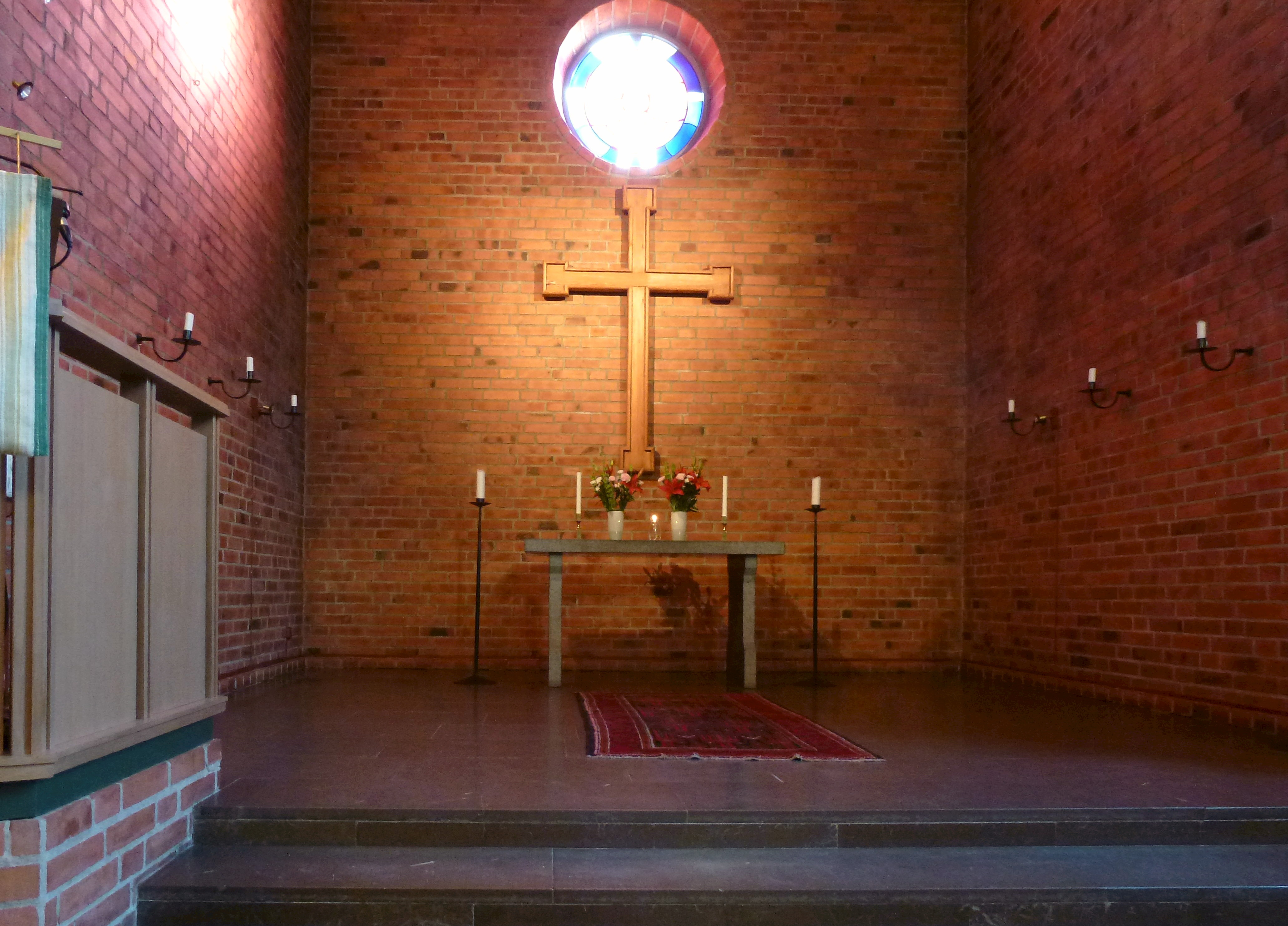
Altaret
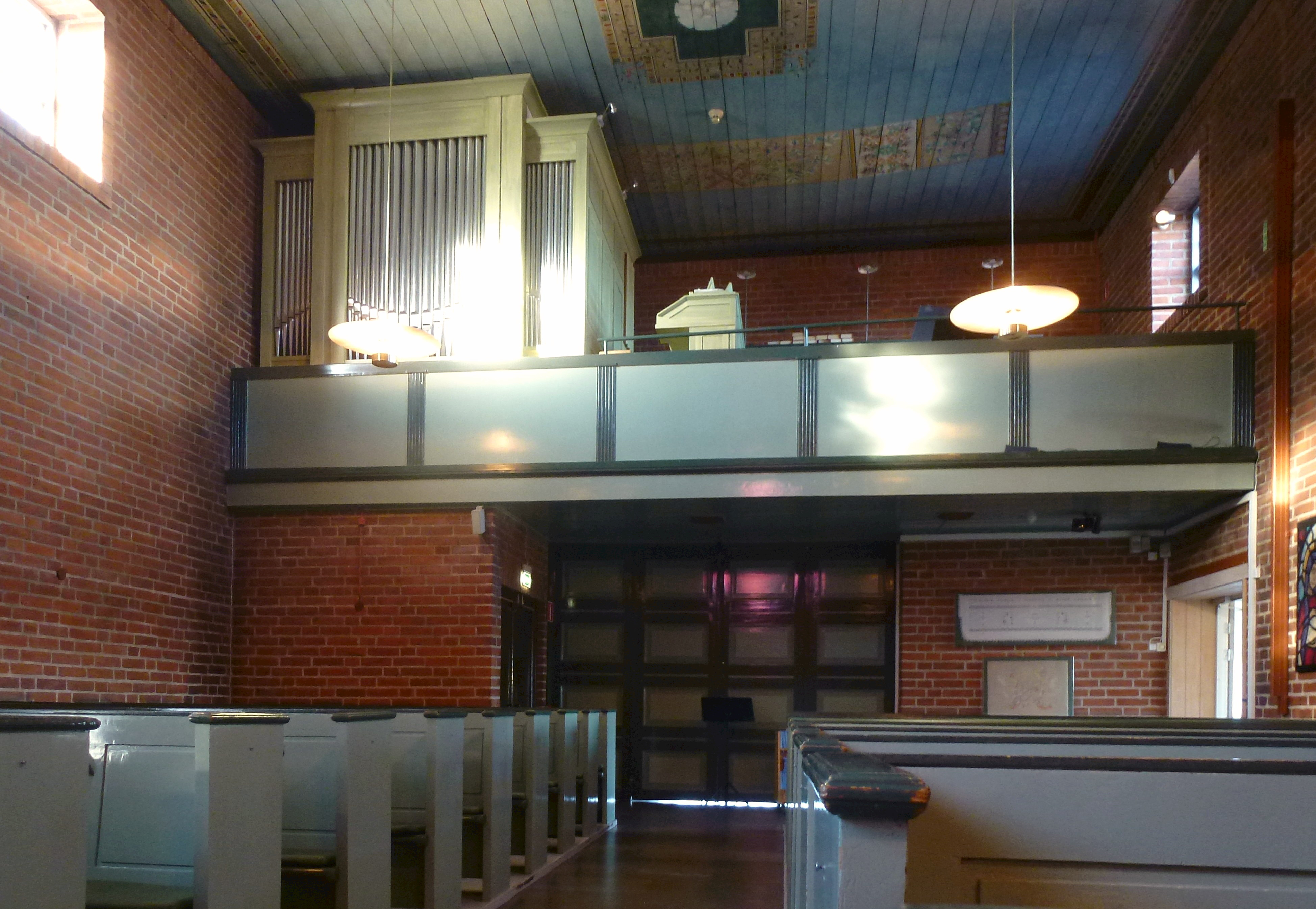
Orgelläktaren
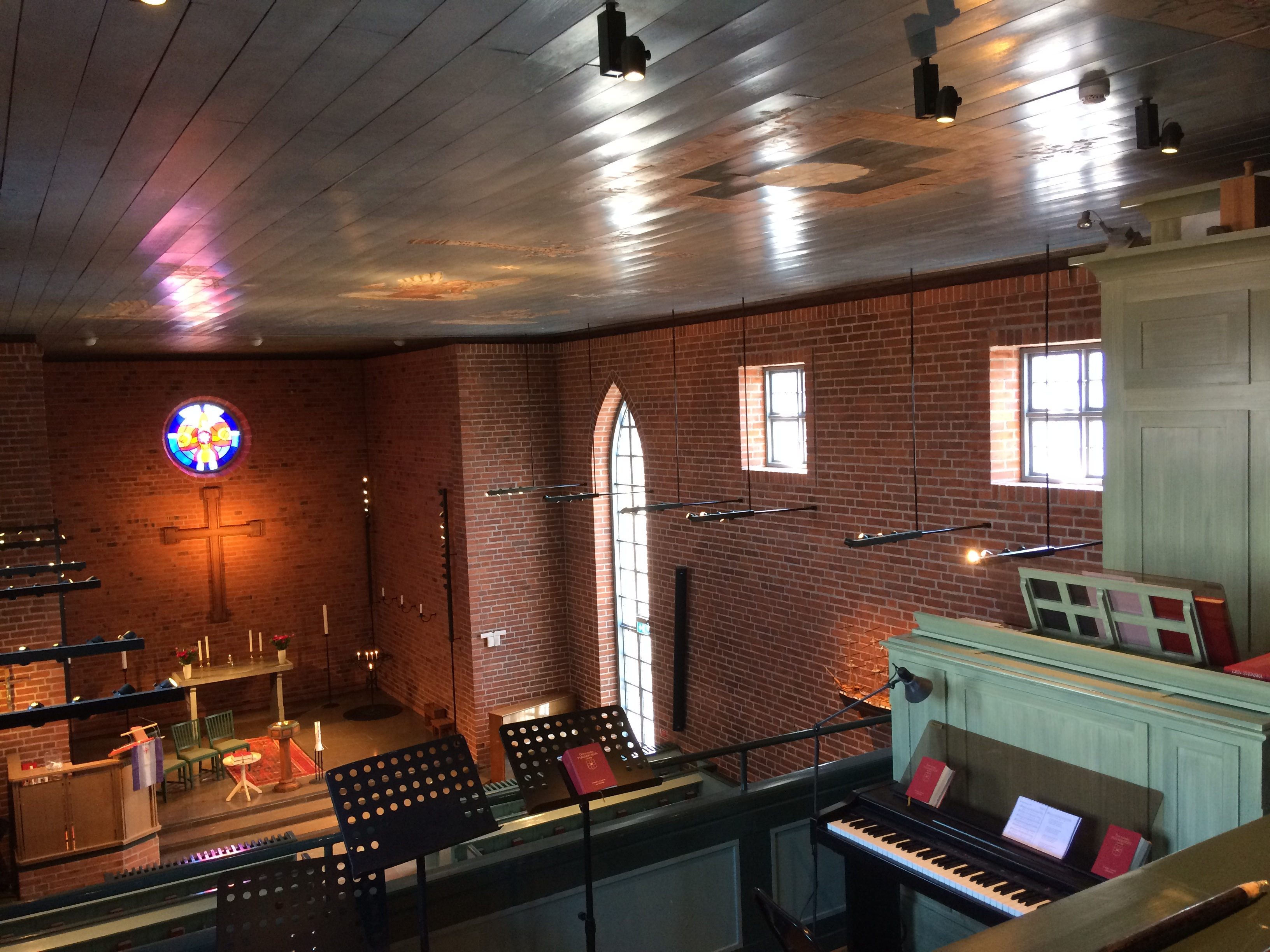
Kyrkosalen sedd från orgelläktaren
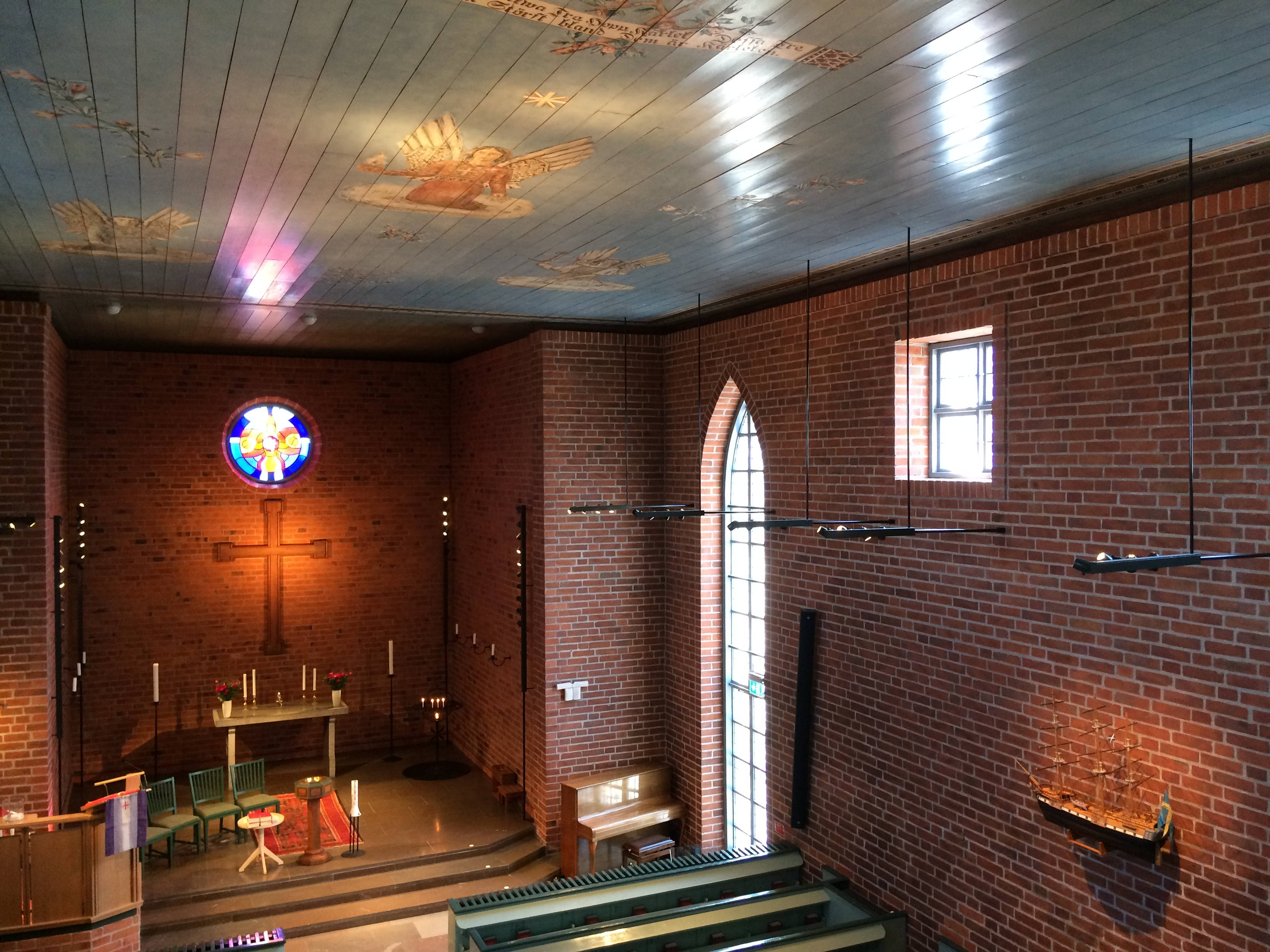
Kyrkosalen med takmålningen Tron, hoppet och kärleken av Alf Munthe från 1929
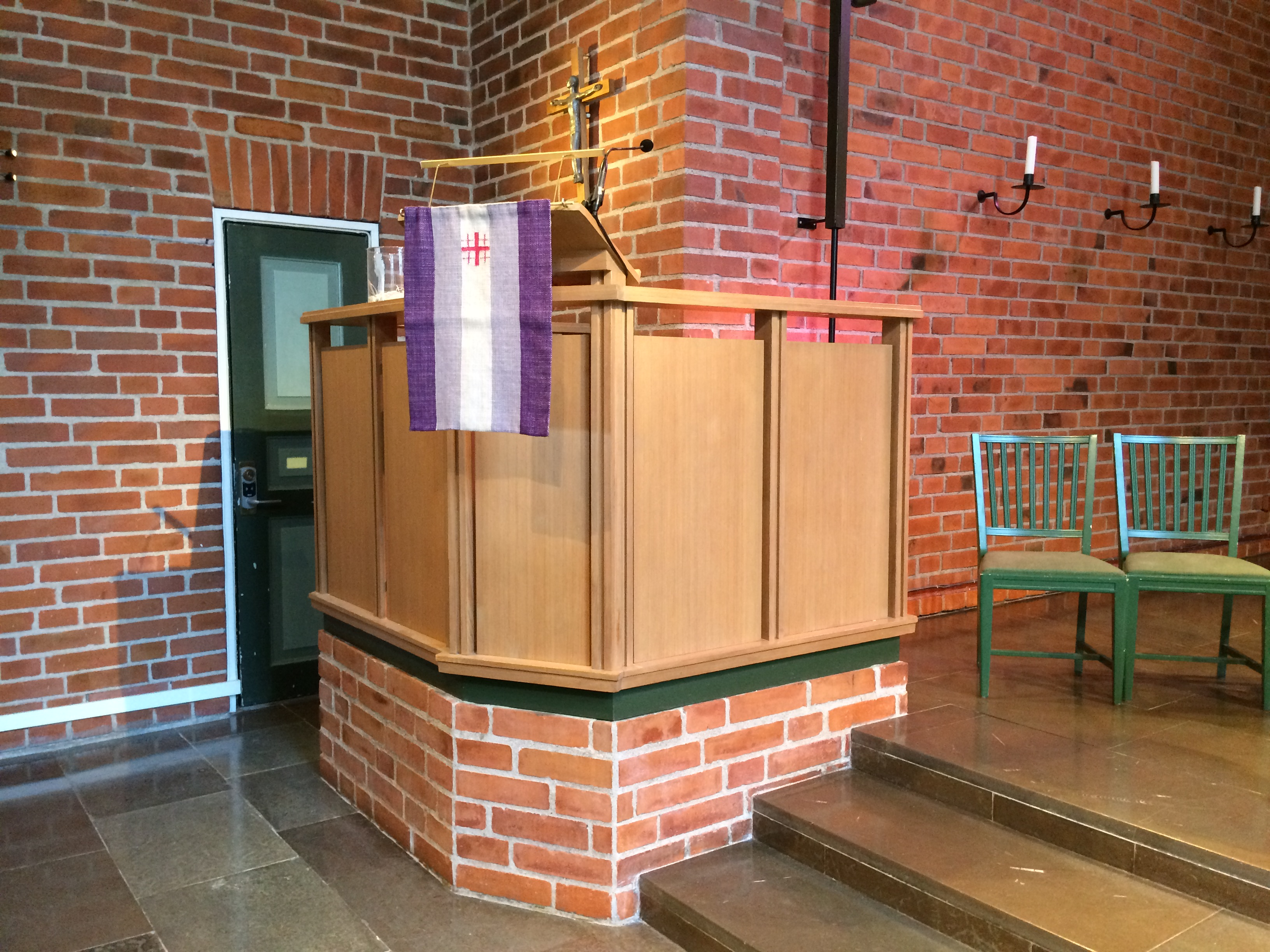
Predikstolen
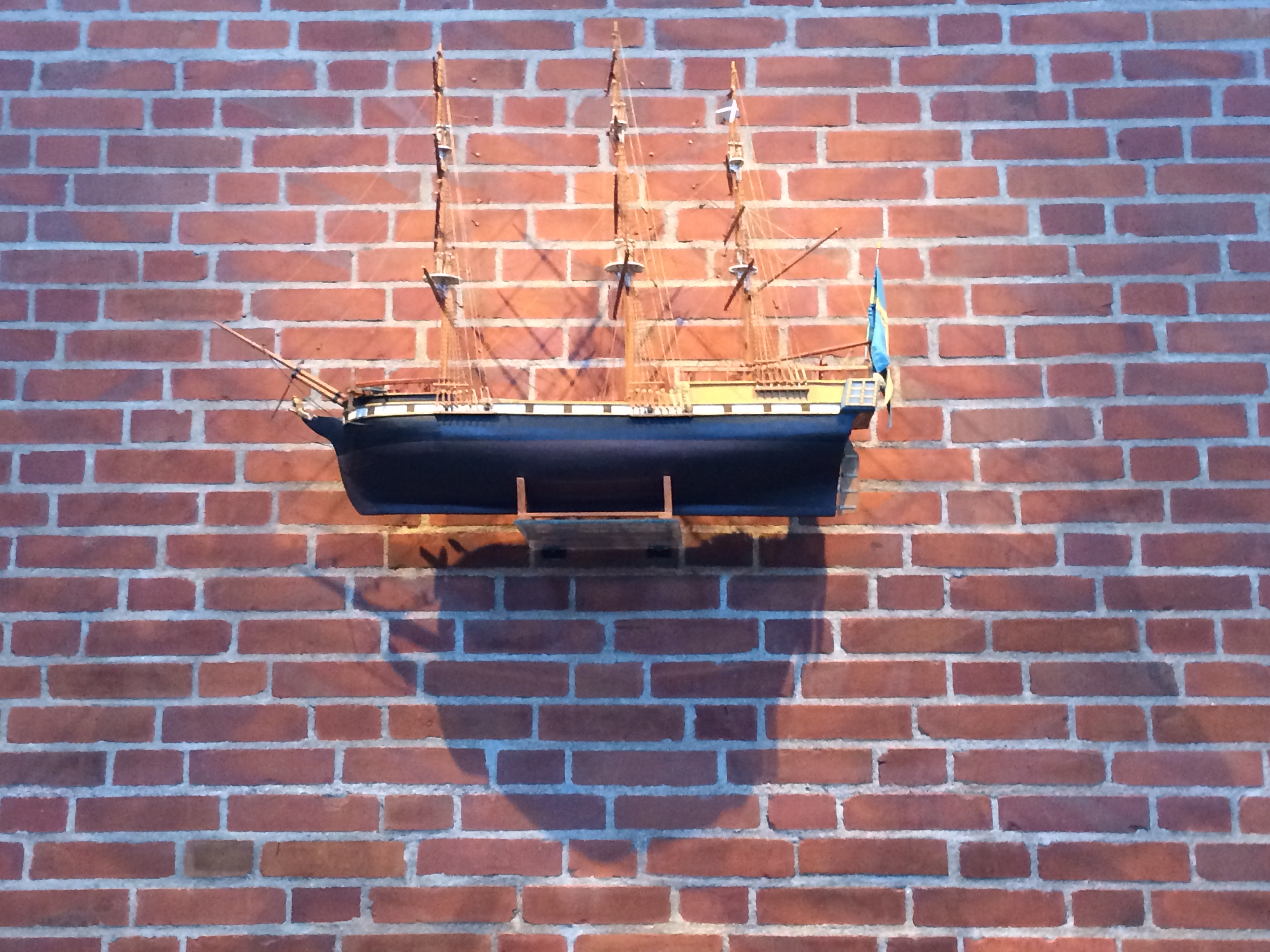
Votivskeppet
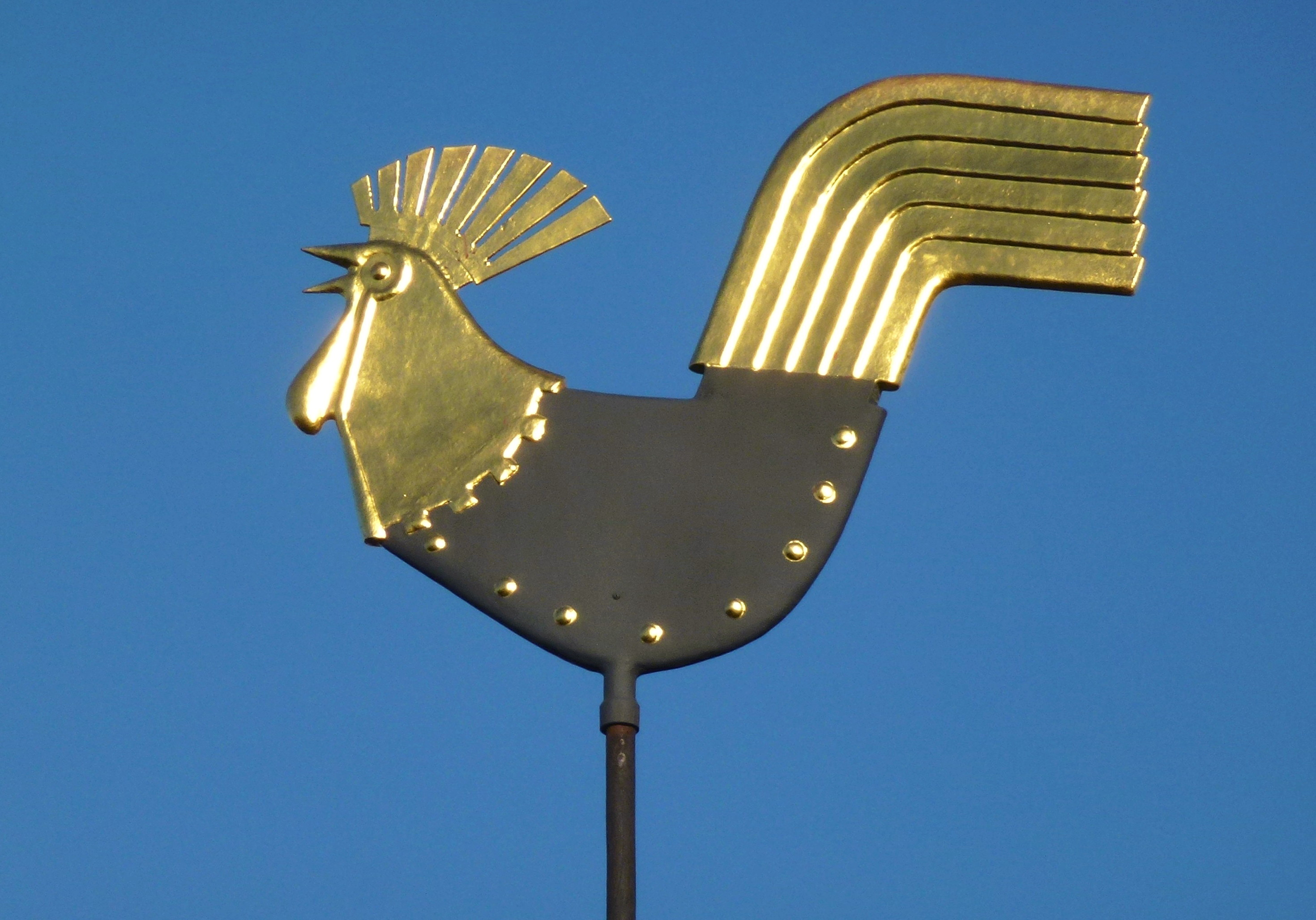
Kyrktuppen

## Inventarier
- Dopfunten är av furu och har grönmålad dekor.
- Nuvarande predikstol tillkom 1967.
- Nuvarande orgel med 13 stämmor är byggd av Åkerman & Lund Orgelbyggeri i Knivsta och invigd år 2000. Tidigare orgel med tolv stämmor var byggd 1962 av John Grönvall Orgelbyggeri.
- På kyrkorummets västra vägg hänger ett votivskepp byggt av Gösta Johansson (död 1996) 1980-81. På västra gavelväggen vid koret finns en barnskjorta av keramik, som gjorts av Hertha Hillfon
- I församlingssalen hänger målningen All världens barn av Bengtolle Oldinger.
- I hallen utanför kyrkosalen finns ett glasfönster av Einar Forseth.